# 福岡女子大學
福岡女子大學（Fukuoka Women's University）是位於日本福岡縣的一所公立大學，設立於1950年。

## 簡介
以日本第一所公立女子專門學校，福岡縣女子專門學校為母體創立。1950年伴隨學制改革成立縣立女子大學。

## 沿革
- 1923年 福岡縣立女子專門學校開校。
- 1925年 更名「福岡縣女子專門學校」。
- 1927年 創立校友會「筑紫海会」。
- 1950年 設立四年制大學。
- 1954年 分設文學部與家政學部。
- 1993年 大學院文學研究科設置碩士課程。
- 1995年 家政學部改組為人類環境學部
- 2000年 大學院人類環境學研究科設置碩士課程。
- 2006年 法人化。
- 2011年 學部整併，設立「國際文理學部」。
- 2015年 大學院整併。

## 教育及研究

### 學部
- 國際文理學部
  - 國際教養學科
  - 環境科學科
  - 食・健康學科

### 大學院
- 人文社會科學研究科
  - 語言文化專攻（碩士課程）
  - 社會科學專攻（碩士課程）
- 人類環境科學研究科
  - 人類環境科學專攻（碩士課程）

## 對外關係

### 國際交流協定校
福岡女子大學與下列學校有合作關係：
- 比利时
  - 法語天主教魯汶大學
- 中国
  - 中國醫科大學
  - 同濟大學
  - 大連大學
- 德国
  - 慕尼黑大學
- 丹麦
  - 哥本哈根大學
- 英国
  - 曼徹斯特大學
- - 梨花女子大學
  - 釜山外國語大學
  - 東亞大學
- 新西兰
  - 奧克蘭大學
- 瑞典
  - 隆德大學
- 臺灣
  - 淡江大學
- 美国
  - 加州州立大學北嶺分校
- 越南
  - 河內國家大學

## 外部連結
- （日語）福岡女子大學 （页面存档备份，存于）